# Glaucus atlanticus
El dragón azul (Glaucus atlanticus) es una especie de gasterópodo nudibranquio de la familia Glaucidae. Está emparentado de forma estrecha con Glaucilla marginata, otro miembro de la familia Glaucidae

## Descripción
El dragón azul mide 3 a 4
 cm de largo. En su parte dorsal presenta una coloración azul plateada, y ventralmente un azul pálido. Posee rayas azules oscuras o negras a lo largo del pie. Tiene un cuerpo troncocónico aplanado con seis apéndices que se ramifican en rayos cerata. Los dientes de su rádula se asemejan a espadas.

## Hábitat
Este nudibranquio es pelágico, con una distribución variada por los mares del mundo, en aguas templadas y tropicales. Algunas regiones donde se encuentra esta babosa incluyen el este y la costa sur de Sudáfrica, aguas europeas, la costa este de Australia y Mozambique. Esta especie flota boca abajo sobre la tensión superficial del océano. Aunque viven a mar abierto, pueden ser arrastradas accidentalmente hacia la orilla, lo que hace que a veces puedan divisarse en las playas.

## Ciclo de vida y comportamiento

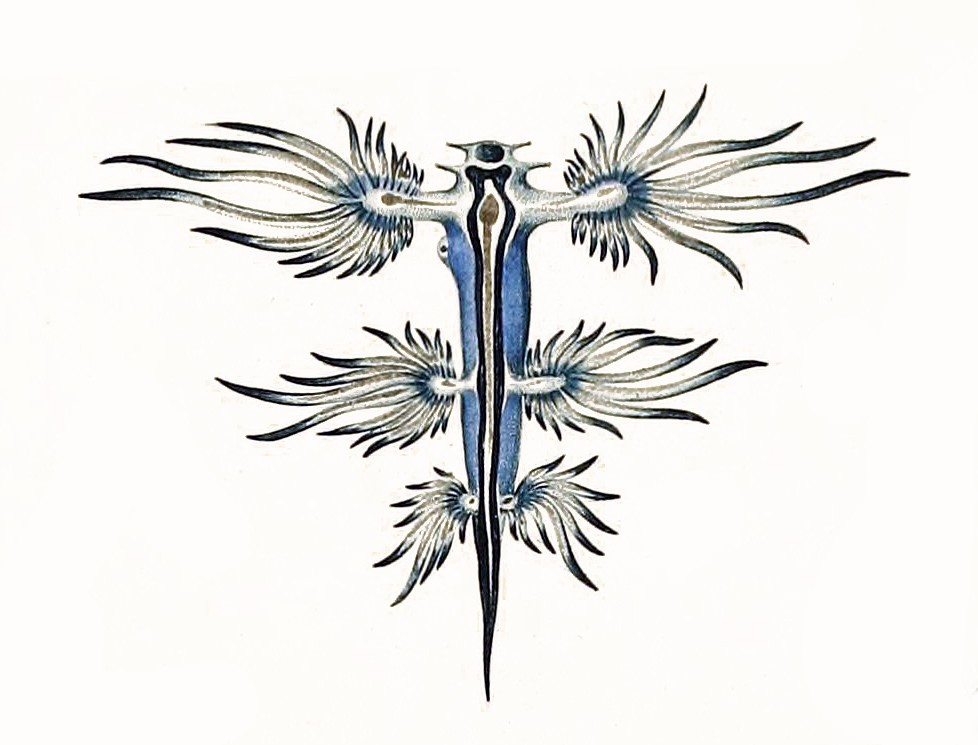
Dibujo de Glaucus atlanticus

G.atlanticus depreda otros organismos pelágicos de mayor tamaño, como la altamente venenosa carabela portuguesa (Physalia physalis), Velella velella, Porpita porpita y Janthina janthina. En algunos casos los glaucos pueden volverse caníbales cuando se presta la oportunidad.
G. atlanticus es capaz de alimentarse de P. physalis porque cuenta con inmunidad ante el veneno de los nematocistos de esta. La babosa consume la carabela portuguesa entera y parece seleccionar y almacenar las toxinas y los nematocistos para su propio uso. El veneno se recoge en sacos especializados en las puntas de sus ceratas (los "dedos" de sus extremidades). Dado que Glaucus almacena el veneno, puede producir uno más potente y mortal que el de la carabela portuguesa.

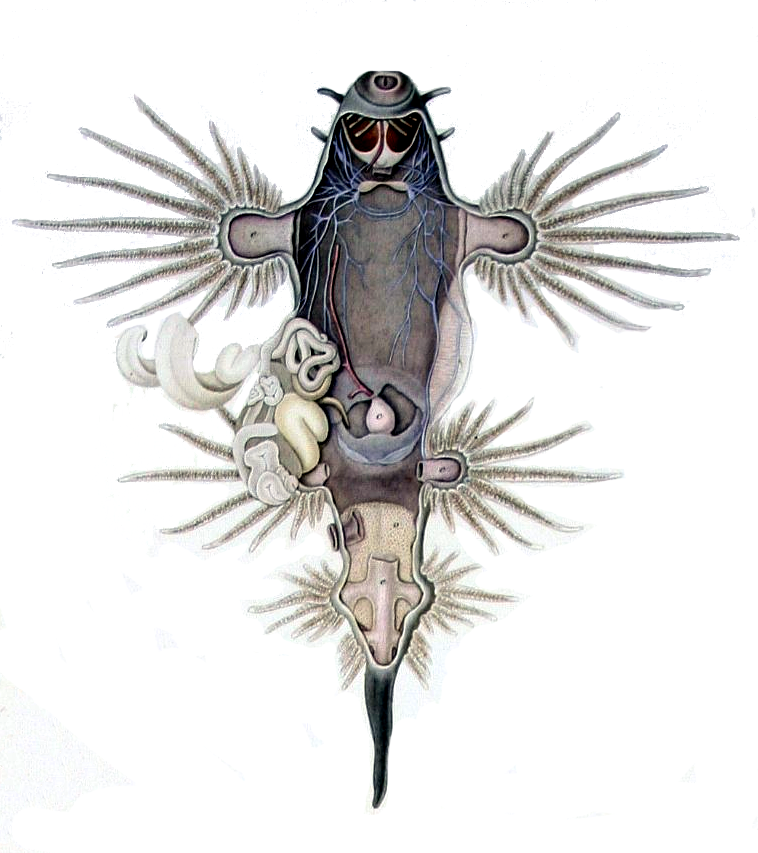
Disección de G. atlanticus

Con la ayuda de un saco lleno de gas en su estómago, G. atlanticus flota por la superficie. Debido a la ubicación de esta bolsa, flota al revés: la superficie dorsal es en realidad el pie. La verdadera superficie dorsal es de un color gris plateado completamente. Su coloración le sirve de camuflaje y le ayuda a defenderse de los depredadores por encima y por debajo.
Es ampliamente discutido en el ámbito científico si esta babosa se mueve por sí misma o es arrastrada por la corriente. Glaucus atlanticus, como la mayoría de babosas marinas, es hermafrodita conteniendo tanto órganos sexuales masculinos como femeninos. Al contrario de los demás nudibranquios, el apareamiento no transcurre por la parte derecha, sino por la ventral. Después de la cópula crean cadenas de huevos.

## Picadura
Glaucus atlanticus  es capaz de tragar los nematocistos venenosos de sifonóforos como  carabela portuguesa, y almacenarlos en las extremidades de su cerata. Tocarlo puede resultar en una picadura dolorosa, con síntomas similares a los causados por la carabela portuguesa. Los síntomas que pueden aparecer después de una picadura son náuseas, dolor, vómitos,  alergia aguda  dermatitis de contacto, eritema,  pápulas urticarianas,  vesícula formación potencial e  hiperpigmentación posinflamatoria.